# الدفاع عن وان (1896)
كان الدفاع عن وان أو تمرد وان عام 1896م بمثابة دفاع عن النفس قام به السكان الأرمن في وان ضد قوات الدولة العثمانية المسلحة في يونيو 1896 أثناء المجازر الحميدية.

## الخلفية
تجنبت منطقة وان المراحل السابقة للمجازر الحميدية في عام 1895 م. ومع ذلك، وبحلول يناير 1896 م، كان هناك عنف متزايد؛ قال تقرير صادر عن نائب القنصل البريطاني في وان، دبليو. ويليامز، أن العديد من القرى الأرمينية قد نُهبت وأن «الأرمن موجودون في كل مكان في ولاية يحدها الذعر، خشية أن يجلب الربيع المزيد من الكوارث». أرسلت السلطات العثمانية في النهاية رحلة استكشافية لمهاجمة سكان الأرمن في وان في يونيو 1896.

## الدفاع والمذبحة
في الفترة ما بين 3 و11 يونيو، دافع حوالي ست إلى سبعمائة رجل أرمني عن الأجزاء الأرمينية في منطقة أيجستان (غاردن سيتي) بالمدينة. وبعد أسبوع من القتال، طلب السلطان المساعدة من القوى الغربية لإنهاء العنف، ووعد بأنه سيضمن حياة وسلامة أرمن وان. بعد بعض المفاوضات، وتوضيحهم أنهم كانوا يتصرفون دفاعًا عن النفس في مواجهة المذبحة المستمرة، وافق المدافعون الأرمن على المغادرة إلى بلاد فارس، برفقة القوات العثمانية. وفي الطريق، بينما سار حوالي 1000 من الأرمن باتجاه الحدود، تم ذبحهم من قبل القوات العثمانية ورجال القبائل الكردية. وأعقب ذلك مجازر أخرى في جميع أنحاء منطقة وان. لقد قدر نائب القنصل وليامز أن حوالي 20 ألف أرمني قد قتلوا وأن حوالي 350 قرية أرمنية قد دُمرت.

## العواقب
في يوليو 1897، قامت مجموعة من الأرمن الفدائيين بهجوم انتقامي، يُعرف باسم حملة خاناسور، ضد قبيلة مزريج الكردية التي كانت مسؤولة عن مذبحة المدافعين عن وان عندما كانوا يتحركون باتجاه الحدود الفارسية.